# Carioca Arena 2
Carioca Arena 2 je športska dvorana u naselju Barra da Tijuca u zapadnom dijelu Rio de Janeira, uz obalu Atlantika. Dvorana je izgrađena za potrebe Olimpijskih i Paraolimpijskih Igara 2016. održanima u Rio de Janeiru. U njoj su održana džudaška natjacanja za olimpijce i natjecanja u boćanju za paraolimpijce. Kao i većina drugih borilišta u Riju, nalazi se u Olimpijskom parku Barra i dio je kompleksa triju dvorana Carioca (1,2 i 3).